# Tobias Hoesl
Tobias Hoesl, właściwie Tobias Hösl (ur. 29 września 1961 w Monachium) – niemiecki aktor telewizyjny, teatralny i filmowy.

## Życiorys
Uczęszczał do The School of American Ballet. Ukończył Wyższą Szkołę Muzyki i Teatru w Monachium i Schauspielschule Bochum. Po raz pierwszy na dużym ekranie wystąpił w nominowanym do nagrody Złotego Berlińskiego Niedźwiedzia filmie Morenga (1985) u boku Arnolda Vosloo oraz komedii fantasy Pani Zima (Perinbaba, 1985). Pojawiał się także na małym ekranie w serialu ZDF Klinika w Schwarzwaldzie (Die Schwarzwaldklinik, 1986) czy telewizyjnym filmie przygodowym Pył i krew (De terre et de sang, 1992) z udziałem Jeana-Pierre Cassela. Zaskarbił sobie serca najmłodszych widzów rolą króla Valemona w baśniowym filmie O królu w niedźwiedzia zaklętym (Kvitebjørn Kong Valemon, 1991).

## Filmografia

### Seriale TV
- 1983: A życie toczy się dalej... (…und das Leben geht weiter)
- 1986: Klinika w Schwarzwaldzie (Die Schwarzwaldklinik) jako Robert Lösch
- 1988: Derrick: Eine Reihe von schönen Tagen jako Harald Kernbacher
- 1988: Derrick: Mord inklusive jako sługa
- 1992: Derrick: Ein merkwürdiger Privatdetektiv jako Ingo Görner
- 1995: Tatort: Im Herzen Eiszeit jako Richard Rick Heiger
- 1995: Il barone jako Philip Brian Sajeva młody
- 1996: Powrót Sandokana (Il ritorno di Sandokan) jako James Guilford
- 1997: Derrick: Pornocchio jako Carlos Blecher
- 2000: Komisarz Rex jako Klaus Kainz
- 2001: Medicopter 117 jako Joachim Lehmann
- 2002: Telefon 110 (Polizeiruf 110: Henkersmahlzeit) jako Sebastian Teichert
- 2004: Unter Uns jako Ole Anderson
- 2004: Nasz Charly jako Hajo Röwer
- 2005: Telefon 110 (Polizeiruf 110: Heimkehr in den Tod) jako dr Kortin
- 2006: Die Rosenheim-Cops: Die doppelte Venus jako Krishan Berg
- 2012–2013: Burza uczuć (Storm of Love) jako Ari Fleischmann
- 2013: Die Rosenheim-Cops: Dabei sein ist alles jako Lars Wintrich

### Filmy
- 1983: Ente oder Trente
- 1985: Morenga jako Treskow
- 1985: Pani Zima (Perinbaba) jako Jakub
- 1986: Le miniere del Kilimangiaro (Afrikanter) jako dr Ed Barclay
- 1987: Die Pfauenfeder jako Plavko
- 1990: Dr. M jako Achim
- 1992: Pył i krew (De terre et de sang, TV) jako Ludwig
- 2000: Ponad chmurami (Le ali della vita, TV) jako Vithold
- 2002: Storia di guerra e d'amicizia jako Fritz
- 2007: Küss mich, Genosse! (TV) jako Patrick Kaminsky